# 1984年ロサンゼルスオリンピックのシンクロナイズドスイミング競技
1984年ロサンゼルスオリンピックのシンクロナイズドスイミング競技（1984ねんロサンゼルスオリンピックのシンクロナイズドスイミングきょうぎ）は、1984年8月6日から8月12日の競技日程で実施された。シンクロナイズドスイミング競技が初めてオリンピック正式種目となった大会でもある。

## 概要
初めて実施されたシンクロナイズドスイミングではソロとデュエットの2種目が実施された。ソロでは8月10日に予選が行われ17名がエントリーした。このうち8月12日の決勝には上位8名が進んだ。デュエットでは18チームがエントリーをし、8月6日に予選が行われた。8月9日の決勝には同じく上位8チームが進んだ。なお、フィギュアとは当時行われていた規定種目で、現在のテクニカルルーティンに相当する。

## 競技結果

### ソロ
- 決勝：8月12日

| 順位 | 選手名               | 国・地域       | フィギュア | ルーティン | 合計    |
| ---- | -------------------- | -------------- | ---------- | ---------- | ------- |
| 1    | トレーシー・ルイツ   | アメリカ合衆国 | 99.467     | 99.000     | 198.467 |
| 2    | キャロライン・ワルド | カナダ         | 96.700     | 98.600     | 195.300 |
| 3    | 元好三和子           | 日本           | 90.250     | 96.800     | 187.050 |

### デュエット
- 決勝：8月9日

| 順位 | 選手名                                    | 国・地域       | フィギュア | ルーティン | 合計    |
| ---- | ----------------------------------------- | -------------- | ---------- | ---------- | ------- |
| 1    | トレーシー・ルイツ キャンディ・コスティー | アメリカ合衆国 | 96.584     | 99.000     | 195.584 |
| 2    | シャロン・ハンブルック ケリー・クリチカ   | カナダ         | 96.034     | 98.200     | 194.234 |
| 3    | 木村さえ子 元好三和子                     | 日本           | 90.992     | 97.000     | 187.992 |

## 各国メダル数
| 順 | 国・地域       | 金 | 銀 | 銅 | 計 |
| -- | -------------- | -- | -- | -- | -- |
| 1  | アメリカ合衆国 | 2  | 0  | 0  | 2  |
| 2  | カナダ         | 0  | 2  | 0  | 2  |
| 3  | 日本           | 0  | 0  | 2  | 2  |